# Return to Paradise (Styx)
| Recensione                        | Giudizio    |
| --------------------------------- | ----------- |
| AllMusic                          | [ 2 ]       |
| The New Rolling Stone Album Guide | [ 3 ]       |
| Sputnikmusic                      | 3.4 (Great) |
| Dizionario del Pop-Rock           | [ 5 ]       |

Return to Paradise è un doppio album discografico su CD (e secondo live della discografia della band) del gruppo musicale Styx, pubblicato nel maggio del 1997 per l'etichetta discografica CMC International.

## Tracce
CD 1
1. On My Way – 5:01 (Tommy Shaw)
2. Paradise – 4:29 (Dennis DeYoung)
3. Rockin' the Paradise – 5:23 (Dennis DeYoung, James Young, Tommy Shaw)
4. Blue Collar Man – 4:34 (Tommy Shaw)
5. Lady – 3:28 (Dennis DeYoung)
6. Too Much Time on My Hands – 5:43 (Tommy Shaw)
7. Snow Blind – 5:25 (James Young, Dennis DeYoung)
8. Suite Madame Blue – 8:31 (Dennis DeYoung)
9. Crystal Ball – 5:56 (Tommy Shaw)

CD 2
1. Grand Illusion – 6:50 (Dennis DeYoung)
2. Fooling Yourself (The Angry Young Man) – 5:54 (Tommy Shaw)
3. Show Me the Way – 5:11 (Dennis DeYoung)
4. Boat on the River – 3:10 (Tommy Shaw)
5. Lorelei – 4:03 (Dennis DeYoung, James Young)
6. Babe – 4:50 (Dennis DeYoung)
7. Miss America – 6:15 (James Young)
8. Come Sail Away – 8:33 (Dennis DeYoung)
9. Renegade – 6:01 (Tommy Shaw)
10. The Best of Times – 7:40 (Dennis DeYoung)
11. Dear John – 3:03 (Tommy Shaw)

## Formazione
- Dennis DeYoung - tastiere, voce
- James Young - chitarre, tastiere, voce
- Tommy Shaw - chitarra elettrica, chitarra acustica, mandolino, voce
- Chuck Panozzo - basso, voce
- Todd Sucherman - batteria, percussioni, voce

Note aggiuntive
- Dennis DeYoung - produttore
- Registrato dal vivo al Rosemont Horizon di Rosemont, Illinois (Stati Uniti) il 22 settembre 1996 (equinozio d'autunno)
- Timothy Powell e Metro Mobile - ingegneri delle registrazioni
- Mike Konopk - assistente ingegneri delle registrazioni
- Mixato al The White Room da Dennis DeYoung e Gary Loizzo
- Gary Loizzo - mixer live
- Ioannis Loiewski e Linda Loiewski - art direction e design
- Ioannis Loiewski - dipinto e artwork copertina frontale
- Mark Weiss - tutte le fotografie (eccetto fotografia della band sul retrocopertina)
- Michelle Jorgenson - fotografia della band sul retrocopertina[7]